# Glyn Gilbert
El mayor general Glyn Charles Anglim Gilbert (15 de agosto de 1920 - 26 de septiembre de 2003) fue un oficial militar británico del siglo XX que prestó servicio activo durante la Segunda Guerra Mundial. En 1970 se convirtió en el oficial militar de islas Bermudas de mayor rango cuando fue ascendido al rango de mayor general del ejército británico. Se retiró del ejército en 1974. Murió en 2003, a la edad de 83 años.